# Gordon Noel Humphreys
 (mai 2022).
Gordon Noel Humphreys (1883-1966) était un géomètre, pilote, botaniste, explorateur et médecin britannique. Initialement formé comme arpenteur, Humphreys a travaillé au Mexique et en Ouganda.